# Ena von Baer
Ena Anglein von Baer Jahn (Temuco, 28 de noviembre de 1974) es una académica y política conservadora chilena, miembro del partido Unión Demócrata Independiente (UDI). 
Se desempeñó entre  marzo de 2010 y julio de 2011, como ministra Secretaria General de Gobierno durante el primer mandato del presidente Sebastián Piñera, para luego ser designada como senadora de la República en representación de la circunscripción Santiago Oriente en reemplazo de Pablo Longueira, que dejó el cargo para asumir como ministro de Economía, sirviendo hasta el fin del  periodo senatorial en marzo de 2014. Postuló al mismo cargo pero por la nueva circunscripción 16, región de Los Ríos, en las elecciones parlamentarias de noviembre de 2013, resultando elegida para el periodo legislativo 2014-2022.
Alcanzó visibilidad como panelista estable del programa de debate político Estado nacional, de Televisión Nacional. También destacó por su labor académica e investigadora en el Instituto Libertad y Desarrollo (LyD), un think tank de doctrina liberal. En 2009 fue candidata a senadora por La Araucanía Sur como independiente apoyada por la UDI, perdiendo estrechamente con su compañero de lista, José García Ruminot, de Renovación Nacional (RN). Durante el año 2011 tuvo una alta figuración mediática debido a su defensa del lucro en el sistema educacional chileno.

## Formación
Proviene de familias originarias de Alemania, algunos de  bisabuelos llegaron a Chile en la década de 1850. Es hija del agrónomo-genetista Erik von Baer y de Helga Jahn (descendiente de colonos alemanes), es la tercera de cuatro hermanas (Ingrid, Karina y Sybille).
La mayor parte de sus estudios los realizó en el Colegio Alemán de Temuco. Tras ello, en 1994 se trasladó a Santiago para estudiar periodismo en la Pontificia Universidad Católica de Chile, carrera en la que compartió aulas con Soledad Onetto y Mónica Rincón.
En 1998 contrajo matrimonio con el ingeniero civil industrial osornino Eduardo Frohlich. Dos años después emprendieron rumbo a Alemania, donde Von Baer realizó un magíster en estudios europeos y un doctorado en ciencias políticas en la Universidad de Aquisgrán, luego de obtener una beca de la Fundación Hanns Seidel.

## Carrera política

### Primeros acercamientos
Al regresar a su país, a principios de 2002, se incorporó al Instituto Libertad y Desarrollo (LyD), donde se desempeñó hasta el año 2005 como investigadora del programa político. Posteriormente fue directora académica de la Escuela de Gobierno de la Universidad Adolfo Ibáñez, cargo que abandonó para integrarse nuevamente LyD, esta vez como directora del programa Sociedad y Política.
En esta entidad se abocó principalmente al análisis del sistema político y electoral, y a desarrollar políticas públicas relacionadas con la superación de la pobreza y el tema indígena. También se dedicó al trabajo de asesoría parlamentaria, especialmente en el proyecto de inscripción automática y voto voluntario.
Paralelamente, hizo clases en la Facultad de Gobierno de la Universidad del Desarrollo y participó como panelista estable en el programa Estado Nacional de TVN.

### Candidata al Senado y ministra
Pese a no ser una política de carrera, ni militante en algún partido, le fue ofrecida en marzo de 2009 la candidatura a senadora por su región natal para el periodo 2010-2018, apoyada por la UDI. En esa contienda perdió estrechamente con su compañero de lista, José García Ruminot, con un 22,17% contra el 22,44% de este.
Luego de esa derrota, participó activamente en la segunda vuelta presidencial apoyando a Sebastián Piñera como vocera, luego de haber conformado el llamado grupo Tantauco, en el que se gestaron las propuestas programáticas de la candidatura de Piñera.
En febrero de 2010, tras la victoria de la Coalición por el Cambio y ya militando en la UDI, fue nombrada ministra secretaria general de Gobierno por el presidente electo. Permaneció en el cargo entre marzo de 2010 y julio de 2011.

### Senadora
El 27 de julio de 2011, reemplazó a Pablo Longueira en el Senado, en el escaño de Santiago Oriente, tras su renuncia. Una semana después, y tras ser designada por la UDI, se convierte en la más joven senadora en la historia de Chile, asumiendo a los 36 años.
A pesar de que inicialmente tenía intención de repostularse como senadora por Santiago Oriente en las elecciones parlamentarias de noviembre de 2013, finalmente la UDI designó como su candidato a Laurence Golborne. Von Baer fue presentada como candidata a senadora por la Circunscripción Nº 16, Región de Los Ríos, en representación de la UDI, resultando electa. Su campaña fue financiada con dinero de SOQUIMICH, siendo la campaña parlamentaria que más gastó por voto durante la elección.
Durante su primer periodo legislativo fue integrante de las comisiones permanentes de Educación, Cultura, Ciencia y Tecnología; de Desafíos del Futuro; y de Gobierno, Descentralización y Regionalización.
En el segundo periodo legislativo iniciado el 11 de marzo de 2018, integra las comisiones permanentes Especial Mixta de Presupuestos, desde el 29 de abril de 2020; de Obras Públicas, desde el 3 de abril de 2018, la cual preside desde el 20 de abril de 2020; de Salud, desde el 20 de julio de 2020. Además, desde el 15 de junio de 2020, integra la Cuarta Subcomisión Especial Mixta de Presupuestos.
Asimismo, integra desde el 3 de abril de 2018 la Comisión especial encargada de tramitar proyectos de ley relacionados con los niños, niñas y adolescentes. Infancia y desde el 12 de septiembre de 2018 la Comisión Especial Encargada de conocer iniciativas y tramitar proyectos de ley relacionados con la mujer y la igualdad de género.
Además, en este periodo, integró las comisiones permanentes de Defensa Nacional, entre el 4 de agosto de 2020; de Educación y cultura, desde el 21 de marzo de 2018 al 4 de agosto de 2020; de Régimen Interior, desde el 13 de marzo de 2019 al 17 de abril de 2019; Especial de Presupuestos, desde el 11 de abril de 2018 al 2 de julio de 2019; y Cuarta Subcomisión Especial Mixta de Presupuestos, entre el 29 de mayo de 2018 al de 2 de julio de 2019.
El 23 de agosto de 2021, anunció su candidatura a la reelección senatorial en la misma circunscripción para las elecciones parlamentarias de ese año, sin embargo no resultó reelecta. En enero de 2022 anunció que se retirará de la política activa tras el fin de su periodo parlamentario.

## Controversias

### Declaraciones
Luego de dejar el puesto de vocera del primer gobierno de Sebastián Piñera, realizó diversas declaraciones de las cuales han sido criticadas por diversos sectores opositores. En marzo de 2012 se mostró en contra de la legislación del aborto terapéutico, señalando que:  "la mujer «solo presta el cuerpo» del nuevo ser que se está formando en el vientre materno", frase que fue rechazada públicamente por la escritora María José Viera Gallo y por diputados del Partido por la Democracia (PPD).

### Pentagate
A fines de 2014, von Baer figuró como una de las principales involucradas en el caso «Pentagate», en el que políticos habrían recibido donaciones de campaña irregulares por parte de Empresas Penta, investigadas por el Servicio de Impuestos Internos (SII) por fraude tributario.
La senadora negó las acusaciones, rechazando haber solicitado apoyo a los propietarios de Penta, Carlos Alberto Délano y Carlos Eugenio Lavín, sin embargo, en enero de 2015, el periódico La Tercera publicó una serie de correos electrónicos entre políticos y los socios del grupo Penta, entre ellos uno de Ena von Baer, fechado al 18 de diciembre de 2013, donde pide dinero a Délano para pagar supuestas deudas de su campaña electoral; además, posteriormente el mismo medio publicó extractos de la declaración reservada de Délano ante el fiscal que investigaba la causa, donde señala que Von Baer habría ido personalmente junto a Jovino Novoa a solicitarle apoyo financiero para su candidatura, siendo así confirmada la acusación en su contra.

### Franja electoral de 2021
Durante la franja electoral para las elecciones parlamentarias de 2021 emitida el 25 de octubre, von Baer indicó que la Convención Constitucional «ha propuesto cambiar la bandera, el himno nacional, el nombre del país», cosa que nunca ha sido mencionado en las sesiones de dicho órgano, lo que le trajo críticas por parte de los convencionales, quienes indicaban que esta difundía «fake news» de forma deliberada, inclusive siendo criticada por gente de su mismo sector, como Cristián Monckeberg, convencional constituyente de Renovación Nacional. Ante estas acusaciones, von Baer se defendió indicando que «a la izquierda le duele escuchar la verdad», emplazando a Elisa Loncón sobre cómo votaría en caso de que se discutiera dicho cambio. Finalmente, se determinó que los dichos de von Baer fueron falsos.

## Historial electoral

### Elecciones parlamentarias de 2009
- Elecciones parlamentarias de 2009 a Senador por la Circunscripción 15 (La Araucanía Sur)[33]

| Candidato                        | Pacto                         | Partido | Votos  | %     | Resultado |
| -------------------------------- | ----------------------------- | ------- | ------ | ----- | --------- |
| Eugenio Tuma Zedan               | Concertación y Juntos Podemos | PPD     | 74 207 | 29,08 | Senador   |
| José García Ruminot              | Coalición por el Cambio       | RN      | 57 260 | 22,44 | Senador   |
| Ena von Baer Jahn                | Coalición por el Cambio       | UDI     | 56 578 | 22,17 |           |
| Francisco Huenchumilla Jaramillo | Concertación y Juntos Podemos | DC      | 51 338 | 20,12 |           |
| Eduardo Díaz del Río             | Chile Limpio. Vote Feliz      | PRI     | 11 464 | 4,49  |           |
| Luis Fernando Vivanco Manríquez  | Nueva Mayoría para Chile      | PH      | 2779   | 1,08  |           |
| José Villagrán Sandoval          | Chile Limpio. Vote Feliz      | ILD     | 1512   | 0,59  |           |

### Elecciones parlamentarias de 2013
- Elecciones parlamentarias de 2013 a Senador por la Circunscripción 16 (Los Ríos)[34]

| Candidato                  | Pacto                          | Partido | Votos  | %     | Resultado |
| -------------------------- | ------------------------------ | ------- | ------ | ----- | --------- |
| Alfonso de Urresti Longton | Nueva Mayoría                  | PS      | 70 121 | 46,87 | Senador   |
| Ena von Baer Jahn          | Alianza                        | UDI     | 34 101 | 22,79 | Senadora  |
| Fernando Schultz Oettinger | Alianza                        | RN      | 24 867 | 16,62 |           |
| Abernego Mardones Riquelme | Nueva Mayoría                  | PCCh    | 6467   | 4,32  |           |
| Alejandro Aravena Retamal  | Independiente (Fuera de pacto) | IND     | 6105   | 4,08  |           |
| Dulcelina Candia Oakley    | Nueva Constitución para Chile  | ILH     | 4007   | 2,67  |           |
| Rodrigo Muñoz Figueroa     | Partido Humanista              | PH      | 3935   | 2,63  |           |

### Elecciones parlamentarias de 2021
- Elecciones parlamentarias de 2021 para senador por la 12° Circunscripción, Región de Los Ríos.[35]

| Candidato                    | Pacto              | Partido | Votos  | %     | Resultado |
| ---------------------------- | ------------------ | ------- | ------ | ----- | --------- |
| Alfonso de Urresti Longton   | Nuevo Pacto Social | PS      | 39 207 | 26.37 | Senador   |
| María José Gatica Bertin     | Chile Podemos Más  | RN      | 32 363 | 21.77 | Senadora  |
| Iván Flores García           | Nuevo Pacto Social | PDC     | 21 131 | 14.21 | Senador   |
| Ena von Baer Jahn            | Chile Podemos Más  | UDI     | 16 338 | 10.99 |           |
| Mónica Quiroz Reyes          | Apruebo Dignidad   | IND-CS  | 8241   | 5.54  |           |
| Roberto Giubergia Valderrama | Apruebo Dignidad   | RD      | 5475   | 3.68  |           |